# Friðrik Ómar
Friðrik Ómar, född 4 oktober 1981, är en sångare från Island. 
Ómar har deltagit i den isländska uttagningen till Eurovision Song Contest ett flertal gånger; 2006 sjöng han Það Sem Verður, och slutade på tredjeplats; 2007 tävlade han med låten Eldur, och slutade tvåa; 2008 deltod han, tillsammans med gruppen Euroband, och vann tävlingen. Detta bidrag - This is My Life - tävlade i Eurovision Song Contest i Belgrad, där det, via semifinalen 22 maj, tog sig till final.
2009 var han tillbaka i Eurovision och körade han bakom isländska Yohanna i bidraget Is It True? som i finalen tog sig till andraplatsen efter Norges Alexander Rybak.